# Marrakech (traghetto)
Il Marrakech è un traghetto, appartenenuto alla compagnia di navigazione Comanav, della quale è stato nave ammiraglia dal 1986 al 2014.

## Servizio
Varato il 23 novembre 1985 nei Chantiers de l'Atlantique di Saint-Nazaire con il nome di Marrakech e consegnato il 2 maggio 1986 alla Comanav, prende servizio il 21 maggio nei collegamenti tra Sète e Tangeri Med.
Il 23 settembre 1997 entra in collisione il Banasa nel porto di Tangeri Med.
Dal 25 giugno al 30 settembre 2002 opera nei collegamenti tra Genova e Tangeri Med. Ad ottobre torna in servizio nei collegamenti tra Francia e Marocco.
L'11 maggio 2011, poco prima dell'ormeggio a Sète, scoppia un incendio nella sala macchine del traghetto, prontamente domato dall'equipaggio.

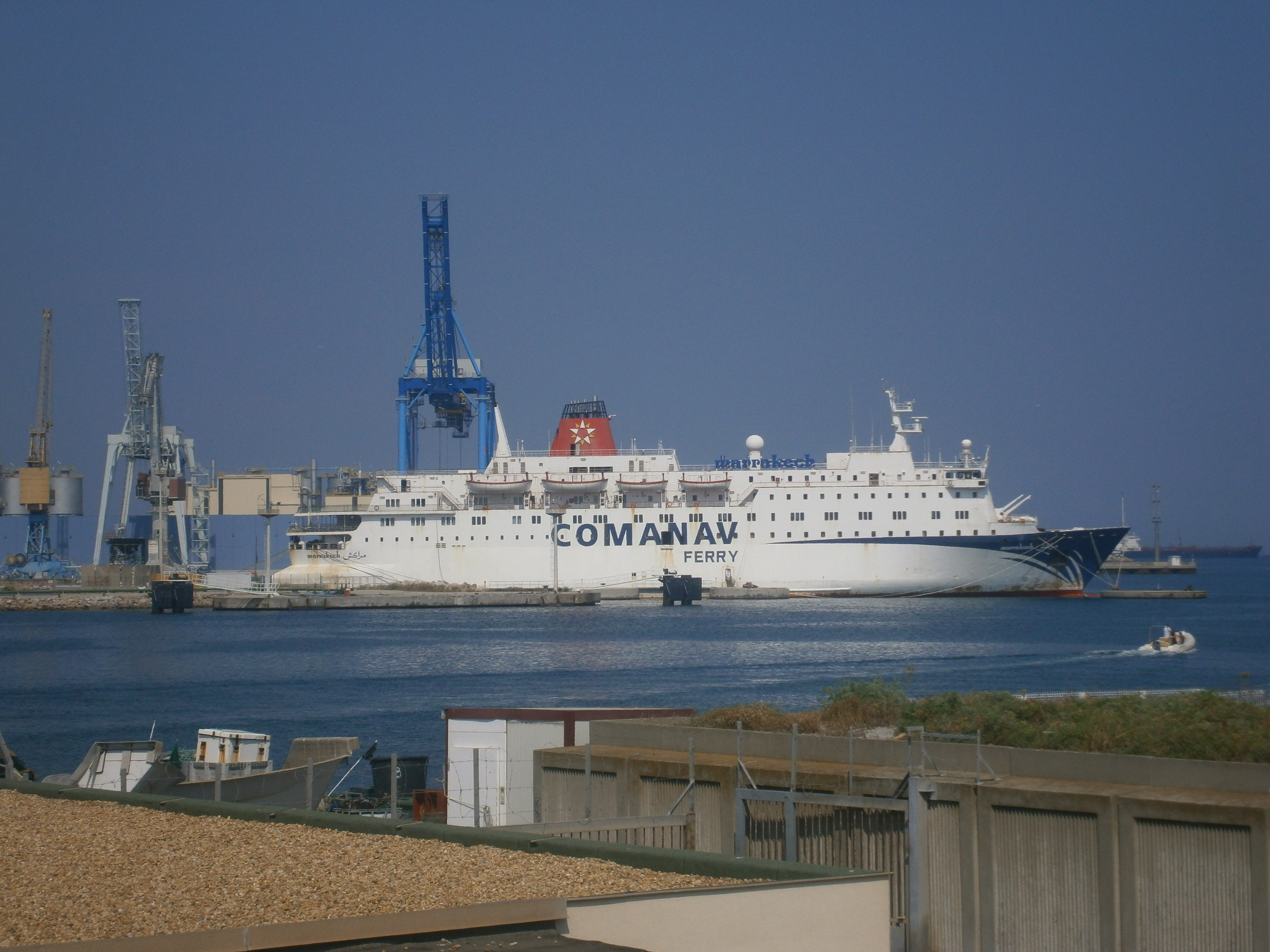
Il Marrakech ormeggiato a Sète nel 2013.

Il 6 gennaio 2012, con il fallimento del gruppo Comarit-Comanav, viene disarmato a Sète insieme ai compagni di flotta Bni Nsar e Biladi.
Il 7 aprile 2014 viene venduto all'asta al Podromo di Casablanca ed il 14 maggio salpa al rimorchio per Casablanca, dove si trova tutt'oggi in stato di abbandono, in attesa del proprio destino finale.

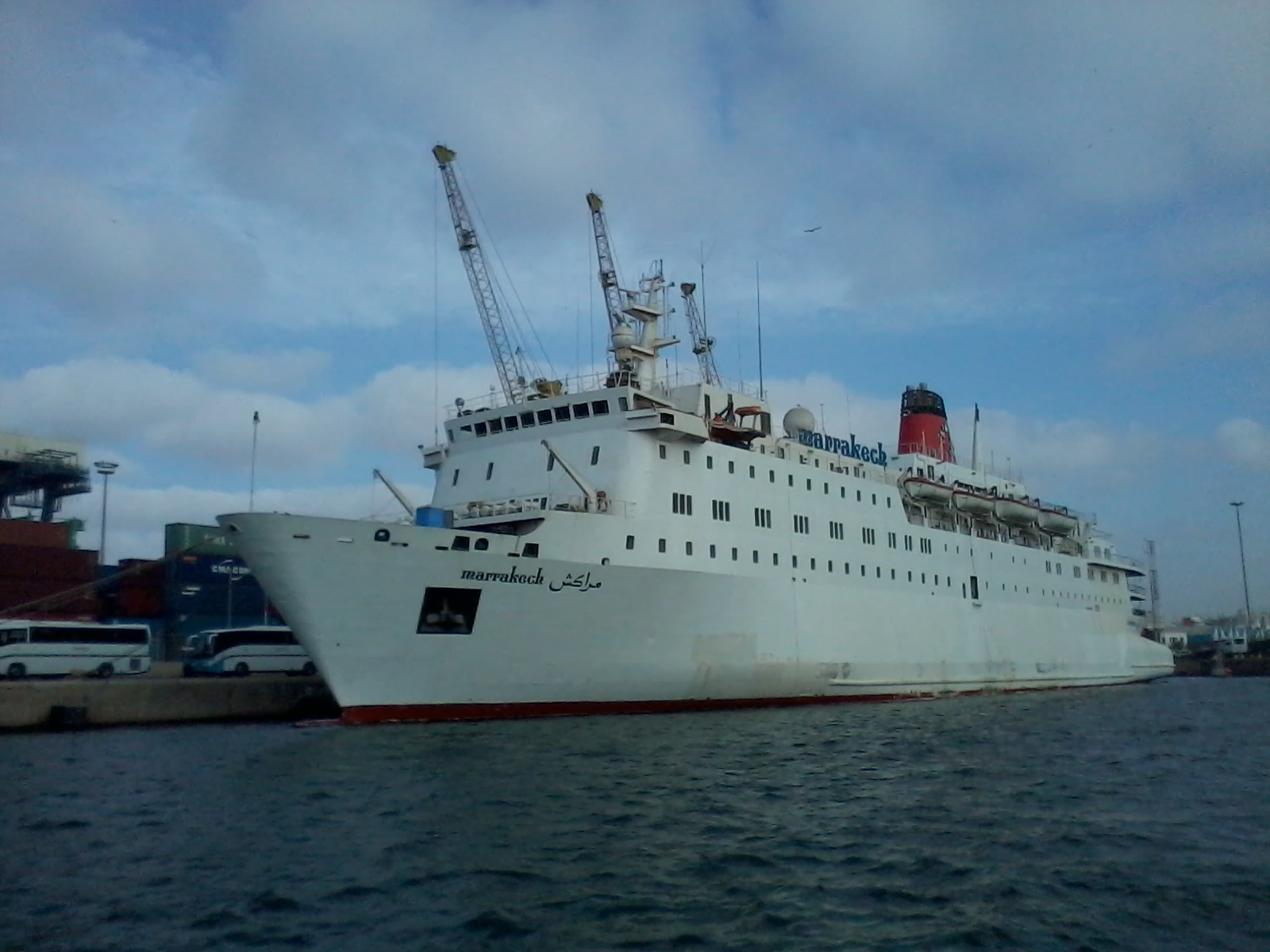
Il Marrakech in disarmo a Casablanca nel 2017.

Nel suo periodo da ammiraglia della compagnia, è stato impiegato numerose volte dal re Hassan II nei suoi viaggi.